# Danafjorden
Danafjorden i Göteborgs inlopp är en del av Kattegatt omgiven av Brännö och Öckerö skärgårdar. Danaholmen, där gränserna mellan Sverige, Danmark och Norge en gång möttes, ligger här.